# Ljudevit Pelzer
Ljudevit Pelzer (Zagreb, 19. lipnja 1912. – Osijek, 10. prosinca 1984.), najznačajniji osječki arhitekt iz razdoblja osječke moderne arhitekture. lako je njegov stvaralački projektantski rad ograničen praktično na razdoblje od 1937. do 1942. godine, djela koja je ostvario nesumnjivo ga svrstavaju uz bok najznačajnijih arhitekata hrvatske moderne. Stjecaj je okolnosti i osobne skromnosti da je njegov rad praktično nepoznat široj stručnoj, a još manje ukupnoj kulturnoj javnosti u Osijeku, a na širem prostoru Hrvatske samo su rijetki pojedinci upoznati s njegovim radom i to obično s njegova dva najznačajnija djela: kinom Europa i kućom Helfrich.

## Osnovni biografski i radni podaci
Ljudevit Pelzer rođen je 19. lipnja 1912. u Zagrebu. Osnovnu školu i Realnu gimnaziju završio je u Osijeku, a studij arhitekture na Arhitektonskom odsjeku Tehničkog fakulteta Sveučilišta u Zagrebu od 1931. do 1935. god. Diplomirao je 30. lipnja 1936. godine.
Arhitekt Pelzer iz graditeljske je obitelji; otac Petar (Pero) Pelzer bio je građevinski poduzetnik, a braća Franjo (rođen 1906) i Rudolf (rođen 1918) također su radili u graditeljstvu.
Posebno je značajno djelovanje oca Petra koji je 30-ih godina 20. stoljeća imao graditeljsku tvrtku u Osijeku, jedno vrijeme zajedno s, također značajnim, graditeljem ing. Ivanom Pirijem. Ta činjenica, po dosadašnjim istraživanjima, ima određeno značenje za arhitektonsku projektantsku aktivnost mladog arhitekta Ljudevita Pelzera, tj. za datiranje i pripisivanje nekih projekata rađenih pod tvrtkom „Piri“ arhitektu Pelzeru. Pri tome nije razjašnjen odnos između ing. Ivana Pirija, građevinskog poduzetnika iz Osijeka, i Josifa Piryja, vlasnika biroa i graditelja iz Apatina.
Nakon što je diplomirao arhitekt je Pelzer radio od 1937. do 1941. (25. 8. 1937. – 1. 2. 1941) u spomenutom Birou za projektovanie i gradnju Josif Piry u Apatinu. To je razdoblje u kojem je ostvario svoj značajan arhitektonski opus; praktično su u te četiri godine projektirani i izvedeni svi njegovi objekti.
U Zagreb se preselio 1. ožujka 1941. Prvo se zaposlio u Ministarstvu narodnog gospodarstva, potom u Ministarstvu prometa (od siječnja 1942.) te od 1. siječnja 1943. do kraja rata u Ministarstvu unutrašnjih poslova.
Značajan je podatak da je tijekom rata jedno vrijeme (1943. – 1945.) bio honorarni nastavnik na Arhitektonskom odjelu Tehničkog fakulteta iz predmeta Građevna mehanika, što je zanimljivo obzirom na njegovu arhitektonsku naobrazbu, ali i što objašnjava neke od ozbiljnih konstruktivnih rješenja na njegovim realiziranim arhitektonskim objektima.
Nakon oslobođenja, od 9. svibnja 1945., radi u Ministarstvu građevina NR Hrvatske, kada je upućen na rad na obnovi države poslije ratnih razaranja (u Vrginmost, Divoselo i dr).
Početkom 1947. godine vratio se u Osijek gdje je bio osnivač velikog građevinskog poduzeća „Norma“ s 3000 zaposlenih, a koje je radilo na obnovi industrijskih objekata (Belje, Tvornica šećera u Županji, Borovo, Tvornica trikotaže u Vukovaru i dr). 
Od 1952. ponovno je radio na obnovi, ovaj put u GP-u „Vranica“ Sarajevo, pa je upućen na niz gradilišta u Bosni (tvornica FAMOS, Goražde) i Crnoj Gori. U Osijek se vratio 1958. kada je postao tehnički direktor Fonda za stambenu izgradnju (u to se vrijeme u Osijeku gradi oko 1100 stanova godišnje). Od 1967. radio je u Zavodu za komunalnu djelatnost iz kojeg se razvila prva osječka urbanistička služba (danas Zavod za urbanizam i izgradnju Osijek d.d.). Ondje je bio direktor i savjetnik. Odatle je 31. prosinca 1977. otišao u mirovinu.
Kao umirovljenik je bio i sudionik u izradi GUP-a „Osijek 2000“ koju je vodio arhitekt Radovan Miščević u okviru Urbanističkog instituta Hrvatske. Za svoj je doprinos gradu Osijeku nagrađen 1977. godine tada najvišom nagradom grada „Nagradom oslobođenja Osijeka“ za životno djelo.
Umro je u Osijeku 10. prosinca 1984. godine i pokopan na osječkom groblju sv. Ane.

## Arhitektonski opus
Pretežito mjesto u arhitektonskom opusu arhitekta Pelzera imaju stambene kuće. One su projektirane uglavnom 1939. i 1940. godine u uredu Josifa Piryja iz Apatina. Sve su smještene unutar zone koja je urbanizirana nakon rušenja tvrđavskih bedema i u kojoj je najintenzivnija izgradnja polovicom 1930-ih godina. Riječ je o prostoru od Teretne ulice na zapadu (danas ul. kardinala Stepinca) do Istarske ulice na istoku te sjeverno od Vukovarske ceste. To su ujedno i najvrjedniji nizovi rezidencijalnih blokova, od kojih je svakako najkvalitetnija zapadna strana Keršovanijeve ulice izgrađena između 1935. i 1941. i koja se može smatrati modernističkim pandanom secesijskom potezu u Europskoj aveniji.
U tom je najkvalitetnijem potezu u Keršovanijevoj ulici (onda Sokolska ulica) arhitekt Pelzer projektirao dvije kuće, jednu do druge: na broj 10 kuću Mandić te na broj 10a uglovnicu, kuću Helfrich. 

### Kuća Mandić
Kuća Mandić slobodno je stojeća gradska vila s velikim stanom vlasnika na 1. katu, jednim dvosobnim stanom i dvjema garsonijerama u prizemlju te jednosobnim stanom i pomoćnim prostorijama kuće u podrumu.
Tlocrt je objekta lagano razveden; nad osnovnim pravokutnim volumenom podignut je visoki četverostrešni krov dok je manji istaknuti dio objekta sa stubištem zgrade oblikovno izdvojen i završen ravnim krovom. Primjer kompozicije osnovnog volumena objekta završenog četverostrešnim krovom ponavlja rješenja na susjednim objektima u Keršovanijevoj ulici građenih nešto ranije: kuće Hoffman u Keršovanijevoj 4, arhitekta Viktora Axmanna iz 1935. i kuće Fischer u Keršovanijevoj 6, arhitekta Ivana Domesa iz 1936.
Pročelja su objekta također plastično komponirana povlačenjem pojedinih ravnina zidova po dubini te primjenom glatke i reljefne žbuke s vodoravnim linijama. Karakteristična je primjena kolorirane žbuke u hrđavosmeđem tonu. Kuća ukupno djeluje izrazito robusno. Karakterističan je detalj ugla gdje se spajaju sjeverno i istočno pročelje i gdje je na 1. katu predviđen balkon kojeg je na uglu trebao, po projektu, nositi stup. U izvedbi je Pelzer odustao od stupa čime je bitno dobio na lakoći i dojmu lebdenja masa objekta.

### Kuća Helfrich
Kuća Helfrich stambena je uglovnica projektirana za osječkog ljekarnika mr. ph. Franju Helfricha 1939./40. godine, a dovršena je uoči rata 1941. Sadržavala je dva velika stana u prizemlju i na 1. katu, manji jednosobni stan u krilu prema Keršovanijevoj ulici na 2. katu te dvosobni stan i pomoćne prostorije zgrade u podrumu.
Karakteristično je i kvalitetno rješenje izgradnje na uglu dviju ulica, Vukovarske i Keršovanijeve na potpuno moderan način tako da se izgradnja stepenasto povlači od samog ugla, čime se na uglu formira predvrt, a fizički se ugao, tj. sjedište građevinskih pravaca dviju ulica naznačuje samo ogradom. Istodobno, takvim se raščlanjenjem objekt u Vukovarskoj ulici prilagođava nizu ugrađenih objekata, a prema Keršovanijevoj naznačuje i potez slobodnostojećih vila.
Objekt je takvim rješenjem, te dodatnom plastikom u arhitektonskoj kompoziciji pomoću vitkih stupova i lebdećih balkonskih ploča i potezima stubišnih prozora, dobio izuzetan ekspresionistički izraz, za razliku od robusnosti kuće Mandić. To pojačava izdizanje stupova iznad razine balkonskih ploča i ograda te njihov završetak akcentuiran betonskim kuglama (projektom je bio predviden završetak stupa bližeg Vukovarskoj skulpturom, kao u kinu Korzo).
Na tom je objektu također primijenjeno strukturiranje pročelja s linijskim profilacijama u žbuci; ovaj put u kombinaciji vodoravnih i okomitih linija te žbuci oker boje. Ovdje se pojavljuje i raščlanjenje velikih žbukanih ploha rasterom linija da se razbije njihova velika dimenzija.
Na susjednom uglu, kući Roregger u Vukovarskoj 27 (završenoj 1942. – graditelj Ivan Kloda), očito je nastojanje da se konceptualno, tj. približno simetrično, ponovi rješenje kuće Helfrich, čime je vrlo kvalitetno urbanistički naznačen ulaz u jednu od najljepših osječkih (modernih) ulica. Pritom je kuća Helfrich arhitekta Pelzera ipak mnogo bolja.
Od javnih je objekata Pelzer projektirao dva kina: Korzo (danas Europa) u Osijeku i vrlo vjerojatno kino Central u Požegi.
Oba je objekta radio za braću Vjekoslava (Slavka) i Bogumira (Bogumila) Flaisiga iz Požege koji su na projektu navedeni kao investitori, projektanti i izvođači radova.
Zanimljivo je spomenuti, a i čest je slučaj na Pelzerovim projektima, da on nije upisan na nacrtima kao projektant. Na nekim se projektima pojavljuje samo potpisan pod rubrikom „crtao“. Tako su u slučaju kina Korzo kao projektanti u žigu projekta navedena braća Flaisig, a Pelzer se uopće ne spominje. Pri tome je značajno naglasiti da je Bogumir Flaisig bio građevinski inženjer (navodno i kipar) i imao je građevinsku tvrtku. Vjerojatno je to posljedica činjenice što arhitekt Pelzer u to vrijeme još nije bio ovlašteni inženjer, odnosno član Komore, pa nije imao pravo potpisivanja projekata u svojstvu ovlaštenog arhitekta (odgovornog projektanta). To je pravo dobio tek 1940. godine.
Međutim iz perspektivnog prikaza s njegovim potpisom i iz osobnog kontakta s njim još u vrijeme njegova života, jasno je da je on autor tog objekta. Isti je slučaj s projektom kuće Helfrich. Jedna tehnička banalnost na to ukazuje. Naime, oblikovanje „žiga“ (sastavnice) na nacrtima uvijek je jednako, neovisno o tome je li kao projektant upisan Pelzer ili netko drugi. A to ne može biti slučajnost. To je oblikovanje također Pelzerov osobni prepoznatljivi znak.

### Kino Korzo (danas Europa)
Kino Korzo u Osijeku na Preradovićem šetalištu 2 sigurno je najznačajnije Pelzerovo djelo. Smješteno je u bloku započetom Axmannovom kućom Čačinović iz 1906. i definiranim njegovim (Axmannovim) Planom za gradilišta na prostoru Lučkog polja iz 1910. godine (po kojem je blok samo načelno realiziran), ali uvučeno od građevinskog pravca Preradovićevog šetališta, dobilo je urbanističku situaciju kakvu Pelzer očito voli (kao kod kuće Helfrich i kuće Šeper), tj. kuću s karakteristikama uglovnice. Ispred kina urbanistički je formiran manji trg s kojega je predviđen ulaz u kino. Sama dvorana formirana je u smjeru ulaza u objekt, paralelno s ulicom Lučki prilaz, na koju se izravno izlazi iz dvorane. U ulaznom se holu stubištem pristupa na balkon koji pokriva oko 40 posto prizemlja te u podrum gdje je smješten sanitarni čvor. Uz ulaznom je prostoru u prizemlju, u malom aneksu, smještena blagajna. lz partera se može stubištima obostrano uz rubne zidove dvorane pristupiti na balkon, ali ta stubišta ponajprije služe za jednostavan izlaz s balkona u parter i izvan dvorane.
Funkcija je objekta izvrsno riješena. Treba spomenuti veliku armiranobetonsku gredu koja nosi balkon raspona oko 17,50 m, što je u ono vrijeme (projekt iz 1939. godine, a prva predstava u kinu odigrana je 14. kolovoza 1940.) predstavljalo značajan inženjerski pothvat.
Objekt je izvanredno oblikovan, kompozicija plastičnih masa gradira se od naglašenog centralnog volumena s kojeg se visine snižavaju na visinu vijenca susjedne kuće Čačinovič, dok uz Lučki prilaz stepenasto padaju prateći nagib ulice. Igra punih fasadnih ploha rastvara se samo na uglu ustakljenjem preko ugla koje je podijeljeno u finom rasteru na ustakljena polja. Glavni je naglasak glavnog pročelja izbočeni stup–zid koji povezuje nadstrešnicu nad ulazom i koso istaknut prostor s blagajnom. Podiže se po pročelju do oko dvije trećine njegove visine i potom vodoravno završava. To je trebao biti eksponirani postament za skulpturu koja, na žalost, nije realizirana i koja je trebala biti savršeni akcent te predivne kompozicije.
Pelzer i tu demonstrira svoj rafinirani osjećaj za strukturiranje i igru na žbukanoj fasadi. Velike pune plohe dijeli finim rasterom linija, naglašava visinu ulazne nadstrešnice skokovitim povlačenjem vertikalne linijske profilacije podužno po objektu i uvodi crni mramor u zonu uz zid, gdje organizira čekanje ispred blagajne, i uz sam ulaz u hol. Kao savršenu poantu koja objektu daje konačnu identifikaciju i osobnost ovaj put na pročelju koristi tamnocrvenu žbuku.

### Ostali radovi
Nakon odlaska u mirovinu arhitekt Pelzer projektirao je obiteljsku kuću Radanović u Samoboru u ulici F. Liszta 15. Radi se o maloj i jednostavnoj kući kod koje je Pelzer lijepo iskoristio nagib terena smještanjem troetažnog objekta i garaže te nekoliko terasa u više razina.
Na kraju možemo evidentirati još dva Pelzerova rada: nadgrobne spomenike na osječkom groblju sv. Ane. Jedan je na obiteljskom grobu Pelzerovih, odmah do kapele. Riječ je o ne posebno atraktivnom grobu. Drugi, grob obitelji Ginter (koji su u širem srodstvu obitelji Pelzer), uz glavnu je pješačku komunikaciju u smjeru zapada te predstavlja simpatično rješenje. Riječ je o vitkom kvadratičnom kamenom stupu i običnoj kamenoj ploči postavljenoj u nagibu na površinu groba. Sve je pritom vodoravno zarotirano pod kutom u odnosu na pravokutni gabarit groba, a između njih je zmijoliki prorezana površina od kamenog mozaika (kao „venecijanski“ pod) sa zasađenim cvijećem.

### Mogući Pelzerovi objekti
Na žalost, osim stila u oblikovanju, jedina je indicija da je Pelzer radio i kino Central u Požegi činjenica da su njegovi vlasnici bila braća Flaisig. lako se arhitekt Pelzer 1941. godine preselio u Zagreb vrlo je vjerojatno da je sudjelovao i u projektiranju skladišta Veletrgovine željeznom robom i prostorija za socijalne potrebe radnika osječkog veletrgovca Ljudevita Szinicza iz 1942. godine na prostoru uz željeznički most (danas HEP – Elektroslavonija u ulici cara Hadrijana 7), za koji je kao projektant i izvođač naveden ing. Ivan Piri. Posebno je to vidljivo na uglovnom dijelu uličnog objekta gdje prepoznajemo Pelzerov stil i njegov način razmišljanja.
Oblikovanje je jednostavno, s naglašenom jakom vodoravnom linijom srednje ulazne razine i poteza terasa koje se protežu sve do granica parcele izvan objekta. Raščlanjeni volumen objekta završava krovovima blagog nagiba u smjeru i protiv nagiba terena i naglašenim strehama.
Još su tri (a možda i četiri) stambena objekta najvjerojatnije djelo arhitekta Perzera, iako za to nema potvrde u dokumentaciji. No stil njihove kompozicije i arhitektonski izraz te primijenjeni detalji na pročeljima na to vrlo jasno ukazuju. Na to ukazuju i karakteristični detalji samih nacrta, tj. način crtanja, oznake nacrta te osobito primjena standardnog „žiga“ na nacrtima kod objekata kod kojih su sačuvani nacrti, ali bez izričito prepoznatljivog Pelzerovog potpisa. Neke od navedenih objekata moguće je pripisati Pelzeru i po činjenici da je izvođač radova bio ing. Bogumir (Bogumil) Flaisig, koji je bio investitor kina Korzo. To su kuća Šeper u ulici D. Cesarića (prije Blažićeva) broj 1, kuće Gartlgruber u ulici D. Cesarića na brojevima 9 i 11 te kuća Blažević u Reisnerovoi ulici 32a.

Na osnovi svega navedenog, već je sada jasno da bi arhitektu Pelzeru pripadalo pravo, uostalom kao i arhitektima W. C. Hofbaueru, A. Slavičeku, V. Axmannu i vjerojatno još nekima, da se neka od primjerenih ulica u Osijeku nazove njegovim zaslužnim imenom. To podrazumijeva da se svi njegovi objekti prikladno registriraju kao spomenici kulture (arhitekture) i time donekle zaštite od daljnjih uništenja, ali je možda još i važnije da se hitno odvoje sredstva za uređenje uništene i zapuštene kuće Helfrich.